# Max Reichmann
Pour les articles homonymes, voir Reichmann.
Max Reichmann (né le 29 novembre 1884 à Strasbourg et mort le 3 février 1958  à San Francisco) est un réalisateur allemand de l'époque du muet et du début du cinéma sonore. Avant d'être réalisateur, il fut assistant sur plusieurs productions de Ewald André Dupont.

## Biographie
Dans les années 1930, la montée du nazisme contraint Reichmann, qui est juif, à quitter l'Allemagne. Il s'exile d'abord en France puis émigre aux États-Unis.
Il meurt à San Francisco le 3 février 1958 à l'âge de 73 ans.

## Filmographie
- 1925 : Le Miracle des feurs, documentaire scientifique[2]
- 1926 : La Bataille contre Berlin (Der Kampf gegen Berlin)
- 1928 : Knights of the Night
- 1928 : Flammes (Weib in Flammen)
- 1928 : Der Herzensphotograph
- 1930 : Never Trust a Woman
- 1930 : Das lockende Ziel
- 1930 : The Land of Smiles
- 1931 : Die große Attraktion
- 1932 : Le Camp volant
- 1932 : Bolero[3],[4],[5],[6],[7],[8]
- 1933 : L’Apprenti-sorcier (Der Zauberlehrling)